# دانيال ديفيد موسى
دانيال ديفيد موسى (بالإنجليزية: Daniel David Moses)‏ ( 18 فبراير 1952 - 13 يوليو 2020)؛ كاتب مسرحي وشاعر كندي. درس وتخرّج من جامعة كولومبيا البريطانية. منذ عام 1979، بدأ العمل بوصفه فنانًا مستقلًا منذ عام 1979، حيث كتب الشعر، المسرحيات، الدراما والمقالات، إن كان من خلال التعليم أو ككتاب مقيم في مؤسسات متنوعة، مثل مسرح باس موريل ومركز بانف للفنون ومسرح كينغستون، أو في جامعة كولومبيا البريطانية، جامعة ويسترن أونتاريو، جامعة وندسور، جامعة تورنتو، جامعة ماكماستر وجامعة كونكورديا.